# Tieńga
Tieńga (ros. Теньга) – wieś w Rosji, w Republice Ałtaju, w rejonie ongudajskim. W 2010 liczyła 643 mieszkańców.